# Mundo Ibérico
Mundo Ibérico fou una revista cultural catalana en llengua castellana, publicada a Barcelona entre juny de 1927 i gener de 1928. Fou fundada per Màrius Verdaguer, per Joan Balagué, propietari de l'Editorial Lux i de la Llibrería central, i pel poeta Enrique de Leguina, tots ells asidus de les reunions del grup cultural de L'Ateneíllo de l'Hospitalet, format al voltant del pintor uruguaià Rafael Barradas. Hi publicares articles, a part dels propis Màrius Verdaguer i Enrique de Leguina, autors com Cristóbal de Castro, Juan Gutiérrez Gili, Benjamín Jarnés, Estévez Ortega, Ramón Gómez de la Serna, Rafael Cansinos Assens, Pérez de la Osa, Sebastià Gasch i Lluís Montanyà. La seva qualitat, en disseny, format i continguts era molt remarcable, però, donada l'escassa circulació que va assolir i la manca de patrocinadors, no va poder assumir els costos d'edició i va haver de deixar de publicar-se.